# Heuristique
Pour les articles homonymes, voir Heuristique (homonymie).
L'heuristique ou euristique (du grec ancien εὑρίσκω, heuriskô, « je trouve ») est « l'art d'inventer, de faire des découvertes » en résolvant des problèmes à partir de connaissances incomplètes. Ce type d'analyse permet d'aboutir en un temps limité à des solutions acceptables. Celles-ci peuvent s'écarter de la solution optimale. 
Pour Daniel Kahneman, c'est une procédure qui aide à trouver des réponses adéquates, bien que souvent imparfaites, à des questions difficiles.
Ce système empirique inclut notamment la méthode essai-erreur ou l'analyse statistique des échantillons aléatoires[réf. souhaitée], telle que l'heuristique en mathématiques.
L’heuristique est la « discipline qui se propose de dégager les règles de la recherche scientifique ». Le terme heuristique désigne d'une manière courante une méthode de résolution d'un problème qui ne passe pas par l'analyse détaillée du problème, mais par son appartenance ou adhérence à une classe de problèmes donnés, déjà identifiés[réf. nécessaire].

## Domaines d'application
En histoire, l’heuristique désigne la méthode qui permet au chercheur de découvrir, de sélectionner et de hiérarchiser les documents qu'il utilise. À ce titre, et étant donné la nature du travail de recherche historique, elle a beaucoup à voir avec l'archivistique.
En sécurité informatique, l'analyse heuristique désigne une approche comportementale dans la détection de logiciels malveillants. Cette approche est l'une des techniques employées par les logiciels antivirus pour identifier des menaces inconnues ou nouvelles.